# A50 road
Die A50 road (englisch für Straße A50) ist eine 159,8 km lange, nur teilweise als Primary route ausgewiesene Straße in England, die von Leicester ausgehend über Stoke-on-Trent nach Warrington führt. Bis zur Eröffnung der Autobahn M1 begann die A50 schon im Raum London.

## Verlauf

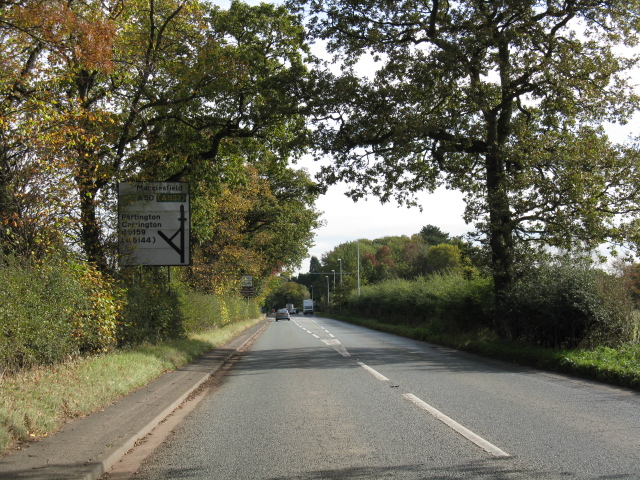
Die A50 bei High Legh (Aufnahme 2009)

Die A50 zweigt in Leicester von der A6 road ab, wird nach Queren der Ringstraße A563 road zur Primary rote, kreuzt dann die A46 road und führt zum Anschluss junction 22 des M1 motorway, an dem sie in die A511 road  übergeht. Bis zum Anschluss junction 24 des M1 ist ihr Verlauf unterbrochen. Dort zweigt sie nach Westen ab und umfährt, abschnittsweise gemeinsam mit der A6, Derby in einigem Abstand südlich, kreuzt die wie die A50 als double carriageway ausgebaute A38 road und führt nach Kreuzung der A515 road über Uttoxeter nach Stoke-on-Trent. Dort zweigt die A500 road nach Nantwich ab. Hier verliert die Straße ihren Charakter als Primary route und führt weitgehend parallel zum M6 motorway über Kidsgrove und Knutsford zum Anschluss junction 20 der M6. Das abschließende Teilstück nach Warrington, wo sie an der A57 road und der A49 road endet, ist überwiegend wieder als Primary route ausgewiesen.